# Manuel Polo y Peyrolón
Manuel Polo y Peyrolón (Cañete, 11 de juliol de 1846 – València, abril de 1918) va ser un escriptor i parlamentari espanyol de tendències catòlica, carlina i ultraconservadora.

## Biografia
Va estudiar Dret i Filosofia i Lletres a València i Madrid. En el curs 1868-1869 va ensenyar Metafísica a la Universitat de València. L'any 1870 va accedir a la càtedra de Psicologia, Lògica i Ètica de l'Institut de Terol, que ocupà fins al 1879.
La seua estada a Aragó va impregnar els continguts de les seues obres costumistes, farcides de referències aragoneses, com ara Realidad poética de mis montañas. Costumbres de la sierra de Albarracín (1873), Alma y vida serrana, costumbres populares de la sierra de Albarracín (1910) o la seua novel·la més destacada, Los mayos: novela original de costumbres populares de la Sierra de Albarracín (1878).
L'any 1879 es va traslladar a la càtedra de l'Institut de València, on va iniciar la redacció de la seua extensa obra de caràcter filosòfic i moral. Molts dels seus llibres van arribar a fer-se servir com a llibres de text en instituts de segon ensenyament, com ara els seus Elementos de Psicología (1879), Elementos de Lógica (1880) i Elementos de Ética (1880). Les seues pregones creences catòliques i les seues conviccions tradicionalistes el van apropar al carlisme i el van convertir en un actiu propagandista catòlic, amb una obra extremadament prolífica: Parentesco entre el hombre y el mono (1878), Elogio de Santo Tomás de Aquino (1880), El cristianismo y la civilización (1881), Intervención de la masonería en los desastres de España (1899), Credo y programa del partido Carlista (1905), entre molts d'altres.
Lleó XIII li va concedir la creu Pro Ecclesia et Pontifice. Amic i corresponsal dels escriptors conservadors més destacats de la seua època, és especialment coneguda la seua correspondència amb Marcelino Menéndez Pelayo.
Polo y Peyrolón va ser elegit diputat al Congrés per València a les eleccions generals espanyoles de 1896 per Comunió Tradicionalista, del qual esdevingué un dels principals portaveus al Congrés. Les seues intervencions destaquen per la crítica al liberalisme i la maçoneria i per la seua reclamació de què el Govern permetera l'ús de les llengües autòctones en l'escola. D'aquesta manera, esdevingué el primer defensor del multilingüisme al Parlament Espanyol.
L'any 1907 Polo y Peyrolón va ser designat senador, càrrec que va ocupar fins a la seua mort.

## Obres
- Un supuesto parentesco entre el hombre y el mono (1870)
- Curso de Psicología elemental (1879)
- Elogio de Santo Tomás de Aquino (1880)
- El cristianismo y la civilización (1881)
- Pepinillos en Vinagre (1891)
- El liberalismo por dentro. Diálogos (1895)
- La intervención de la masonería en los desastres de España (1899)
- Credo y programa del partido Carlista (1905)
- El liberalismo católico sin comentarios (1906)
- Siempre en la brecha carlista (1907)
- Anarquía, fiera mansa (1908)
- La escuela primaria y el catecismo (1913)